# Pedamaran II
Pedamaran II is een bestuurslaag in het regentschap Ogan Komering Ilir van de provincie Zuid-Sumatra, Indonesië. Pedamaran II telt 1922 inwoners (volkstelling 2010).